# Фиш, Марк
Марк Энтони Фиш (англ. Mark Anthony Fish; род. 14 марта 1974, Кейптаун) — южноафриканский футболист. Был надёжен на позиции последнего защитника, хорошо играл головой, был силён в отборе и часто подключался к атаке.

## Карьера

### В клубах
Во время учёбы в колледже занимался многими видами спорта, среди них футбол не числился. Но когда с ЮАР сняли международную изоляцию, в стране поднялся интерес к футболу, после чего он начал играть в эту игру под руководством Стива Коетси в любительской команде «Аркадия Шефердс» из Претории. В 1991 году был замечен тренером Джомо Соно и приглашён им в качестве нападающего в свой клуб «Джомо Космос», где тот позже стал защитником. Соно считал его очень талантливым, прощал многие эмоциональные выходки и проблемы с дисциплиной. После вылета команды в первый дивизион, в 1994 году перешёл в «Орландо Пайретс», с которым выиграл Лигу чемпионов КАФ 1995 года, Суперкубок КАФ и многие внутренние титулы.
Сезон 1996/97 Марк начал в итальянском «Лацио», заплатившем «Пайретс» 1 млн долларов США, а самому игроку пообещав L 1 500 000 000 за три года. Марк имел предложение и от «Манчестер Юнайтед», но мечтал играть именно в Италии, хотя по мнению специалистов ему больше подходил английский футбол; свою роль в таком выборе футболиста сыграл и президент «Орландо» Айвин Коза. Финишировав четвёртым в Серии A, сменил клуб, уступая паре защитников Алессандро Неста — Хосе Чамот.
В следующем сезоне он оказался в английском «Болтоне», только что вернувшемся в Премьер-лигу, чтобы вылететь в первом же сезоне. В сезоне 1998/99 «Болтон» проиграл в плей-офф за выход в АПЛ «Уотфорду» (2:0), через год уступил в полуфинале «Ипсвич Тауну». В ноябре 2000 года Фиш за £700 000 был куплен «Чарльтоном», выступавшим в Премьер-лиге. Все 5 сезонов, пока Фиш находился в составе «Атлетикс», они завершали в середине турнирной таблицы.
В 2005 году Марк начал реже появляться на поле, поэтому на сезон 2005/06 был арендован «Ипсвич Тауном» из «Чемпионшипа», где провёл лишь 45 минут в одном из матчей. Из-за травмы крестообразной связки в том сезоне футболисту пришлось объявить о завершении своей карьеры.
В начале 2007 года Фиш подписал контракт с «Джомо Космос», но ему так и не удалось набрать форму и вновь выйти на поле.

### В сборной
Фиш начал выступления за сборную ЮАР в октябре 1993 года, когда провёл провальную для себя встречу против Мексики. В 1996 году ему с командой удалось победить на домашнем Кубке африканских наций, через два года — дойти до финала аналогичного турнира в Буркина-Фасо, ещё через два — взять бронзу на полях Ганы и Нигерии. На чемпионате мира 1998 года и Кубке конфедераций 1997 года команде не удавалось выйти из группы, в обоих случаях он провёл все 3 матча без замен. В 2000 году отказался выступать за сборную из-за конфликта с футбольными чиновниками. На мировое первенство 2002 года не поехал из-за травмы. От участия в Кубке африканских наций 2004 года был отстранён опальным тренером сборной Эфраимом Машабой за просьбу опоздать на сбор. Оба гола, забитые Марком в составе «Бафана-Бафана», датированы 1996 годом.

### Выставочные матчи
4 декабря 1997 года был в составе сборной мира, которая сразилась со сборной Европы на марсельском «Велодроме» в преддверии жеребьёвки чемпионата мира 1998 года. В марте 2003 года принял участие в благотворительном матче, прибыль от которого пошла в фонд сердечных болезней, созданный нигерийцем Нванкво Кану, выступив в качестве игрока сборной Африки.

## Вне поля
В декабре 1993 года две недели пребывал в коме после автомобильной аварии. Окончил университет по двум специальностям — психологии и менеджменту. Сочиняет стихи, после матча злоупотреблял спиртным.
Женат на Луи Фиш (Виссер), бывшей модели, ныне известной светской даме. Их сыновья — Люк и Зек. Занимается благотворительностью. В августе 2008 года подвергся с Луи, Люком и друзьями нападению пяти вооружённых АК-47 грабителей у себя дома.

## Достижения

### Командные
ЮАР
- Победитель Кубка африканских наций: 1996

«Орландо Пайретс»
- Обладатель Суперкубка КАФ: 1996
- Победитель Лиги чемпионов КАФ: 1995
- Обладатель Суперкубка ЮАР: 1995
- Чемпион ЮАР: 1994
- Обладатель Кубка топ-восьмёрки: 1996

### Личные
- Футболист года в ЮАР по версии игроков: 1994[4]